# Brachiaria serpens
Brachiaria serpens är en gräsart som först beskrevs av Carl Sigismund Kunth, och fick sitt nu gällande namn av Charles Edward Hubbard. Brachiaria serpens ingår i släktet Brachiaria och familjen gräs. Inga underarter finns listade i Catalogue of Life.